# Rapa-Nui (film)
Rapa Nui è un film del 1994 diretto da Kevin Reynolds, ambientato sull'Isola di Pasqua nel 1680, cioè prima della scoperta dell'isola da parte del navigatore olandese Jacob Roggeveen nel 1722, e quindi prima della colonizzazione europea.
La trama è frutto della rielaborazione di leggende locali sulle gigantesche statue dell'isola, dette Moai, la cui veridicità è oggetto di dibattito fra gli storici ed archeologi. Dal film è stato tratto un romanzo omonimo a firma di Leonore Fleischer.

## Trama
La trama narra la contrastata storia d'amore tra il giovane Noro, appartenente al popolo dei Lunghi Orecchi, cioè i nobili responsabili dell'erezione di gigantesche statue a carattere religioso chiamate Moai, e Ramana, una ragazza appartenente al popolo dei Corti Orecchi, schiavi sfruttati per la costruzione dei Moai. Make, un giovane pure appartenente alla tribù dei Corti Orecchi, è anch'egli innamorato della bella Ramana. Sin da giovani, i tre sono stati amici inseparabili, ma con la nascita di questo triangolo amoroso l'amicizia tra Noro e Make è destinata a finire.
Noro è il nipote del capo dell'isola, l'Uomo Uccello; da qui le immaginabili difficoltà frapposte al suo amore a causa della differenza di casta. Ramana inoltre è ostracizzata anche dagli stessi Corti Orecchi in quanto figlia di Haoa, un costruttore di canoe un tempo amico del padre di Noro, che ha aiutato a far andare via dall'isola con una sua barca. Il matrimonio viene infine concesso, a patto che Noro vinca per la sua tribù la gara per la nomina del nuovo Uomo Uccello, e che Ramana, dopo aver dimostrato di essere ancora vergine, venga segregata per sei lune in un'angusta grotta, per "purificarsi" ed essere quindi degna del cambio di status sociale. Ramana, per amore di Noro, accetta, ma Tupa, il consigliere del re che esegue l'esame ginecologico di Ramana e la chiude nella grotta, avvisa Noro che lei "non uscirà ancora vergine".
Ogni primavera, nell'isola di Rapa Nui, si svolge il rito consistente nel raggiungere a nuoto l'Isola di Motu Nui e riportare indietro integro un uovo di sterna, guadagnandosi il diritto di nominare il nuovo Uomo Uccello. Nel culto dell'Uomo Uccello, questi veniva adorato come un dio in terra e alla sua tribù è concesso il potere giurisdizionale dell'isola per un anno, cioè fino alla successiva primavera. In tale occasione, ogni nobile tribù dell'isola ha diritto a scegliere il proprio campione mentre gli schiavi no.
La situazione politica dell'isola è fortemente destabilizzata dalle condizioni di Ariki-mau, visibilmente affetto da una grave demenza senile, motivo per cui il potere è sempre più nelle mani del consigliere del re, Tupa, un uomo crudele e spietato che sfrutta l'odio per i Corti Orecchi per i propri scopi, con la chiara volontà di prendere un giorno il comando. Nonostante la situazione già grave per la sovrappopolazione e l'esaurimento di risorse, Ariki-mau, non essendo in grado di comprendere, impone che tutte le risorse siano impiegate nella costruzione dei Moai, ma esige che i Corti Orecchi consegnino comunque la quota di cibo normalmente richiesta. Il malcontento generatosi dà inizio a un moto di protesta, per cui Ariki-mau, sotto consiglio di Noro, che invece da tempo comprende quanto la situazione sia grave, concede di far partecipare anche un rappresentante dei Corti Orecchi alla competizione. Make si offre volontario e il capo, quindi, pone la condizione che lui sia sacrificato in caso di mancata vittoria. Questi allora chiede che in caso di successo gli sia concesso anche di sposare Ramana. Da qui una sfida che assume connotati politici, sociali e sentimentali assieme. Noro non è contento delle condizioni, ma ormai è tardi, quindi può solo chiedere a Haoa di allenarlo. Il vecchio, dopo aver visto quanto sia grande l'altruismo del ragazzo, accetta.
Il nuovo Moai è enorme, ma per costruirlo i Corti Orecchi hanno dovuto abbattere tutti i pochi alberi rimasti sull'isola. La gara viene vinta da Noro, dopo che Make ha rotto il proprio uovo a pochi passi dal traguardo. Nel frattempo Ramana viene liberata dalla grotta ed è visibilmente incinta. La situazione nell'isola ormai è disperata, perché non c'è quasi più nulla da mangiare, quando improvvisamente all'orizzonte compare un iceberg, che viene scambiato per la bianca canoa descritta dalle leggende isolane. Ariki-Mau e la sua corte salgono sull'iceberg e lasciano l'isola. Il consigliere Tupa però non segue il re. Anzi, ha già intenzione di sostituire Noro e imporre la costruzione di Moai ancora più grandi e maestosi. Ma prima che l'uomo metta in atto i suoi piani, Make lo uccide e trasforma la protesta dei Corti Orecchi in aperta ribellione. 
In una notte i Lunghi Orecchi sono massacrati, con solo Noro che viene risparmiato in nome della sua passata amicizia con Make, la cui iniziale felicità per la libertà conquistata si trasforma presto in orrore, quando vede i suoi compagni che divorano i resti dei Lunghi Orecchi uccisi: capisce che quanto accaduto potrebbe essere solo l'inizio della fine per il suo popolo. Noro e Ramana sopravvivono nascondendosi a casa del padre di lei, assieme alla bambina concepita nella grotta. Servendosi di una zattera costruita da Haoa, e utilizzando il pezzo di un relitto di una nave europea naufragata, i due si avventurano nel mare aperto, alla ricerca di una nuova terra. Il film si chiude con scritta in sovraimpressione che informa il pubblico di come, sulla scorta delle allora recenti scoperte archeologiche, l'isola di Pitcairn fu colonizzata da navigatori provenienti proprio dall'Isola di Pasqua, lontana 1500 Km.